# Kaki Hunter
Kaki Hunter (nascida Katherine Susan Hunter, Topanga Canyon, Califórnia, 6 de novembro de 1955) é uma atriz, arquiteta e escritora americana.  Como atriz, ela encontrou o primeiro sucesso moderado em papéis principais nos filmes Roadie (1980), Willie & Phil (1980), Whose Life Is It Anyway?,  e Just The Way You Are com Kristy McNichol (1984). Ela recebeu maior atenção por seu papel na trilogia Porky's (1982 a 1985) como Wendy Williams, depois se aposentou como atriz. Agora ela é professora de rafting em Utah. Ela é autora do livro Earthbag Building (Natural Building Series, 2004).

## Ligações Externas
- Kaki Hunter. no IMDb.